# Sankt Paul vor den Mauern
Sankt Paul vor den Mauern (italienisch San Paolo fuori le mura, lateinisch ecclesia Sancti Pauli extra muros) ist eine der Papstbasiliken von Rom. Sie liegt zwischen der heutigen Via Ostiense und dem Tiber und wird daher oft auch Basilica Ostiense genannt. Seit dem Abschluss der Lateranverträge 1929 ist sie eine exterritoriale Besitzung des Heiligen Stuhls und eine der sieben Pilgerkirchen von Rom.

## Geschichte

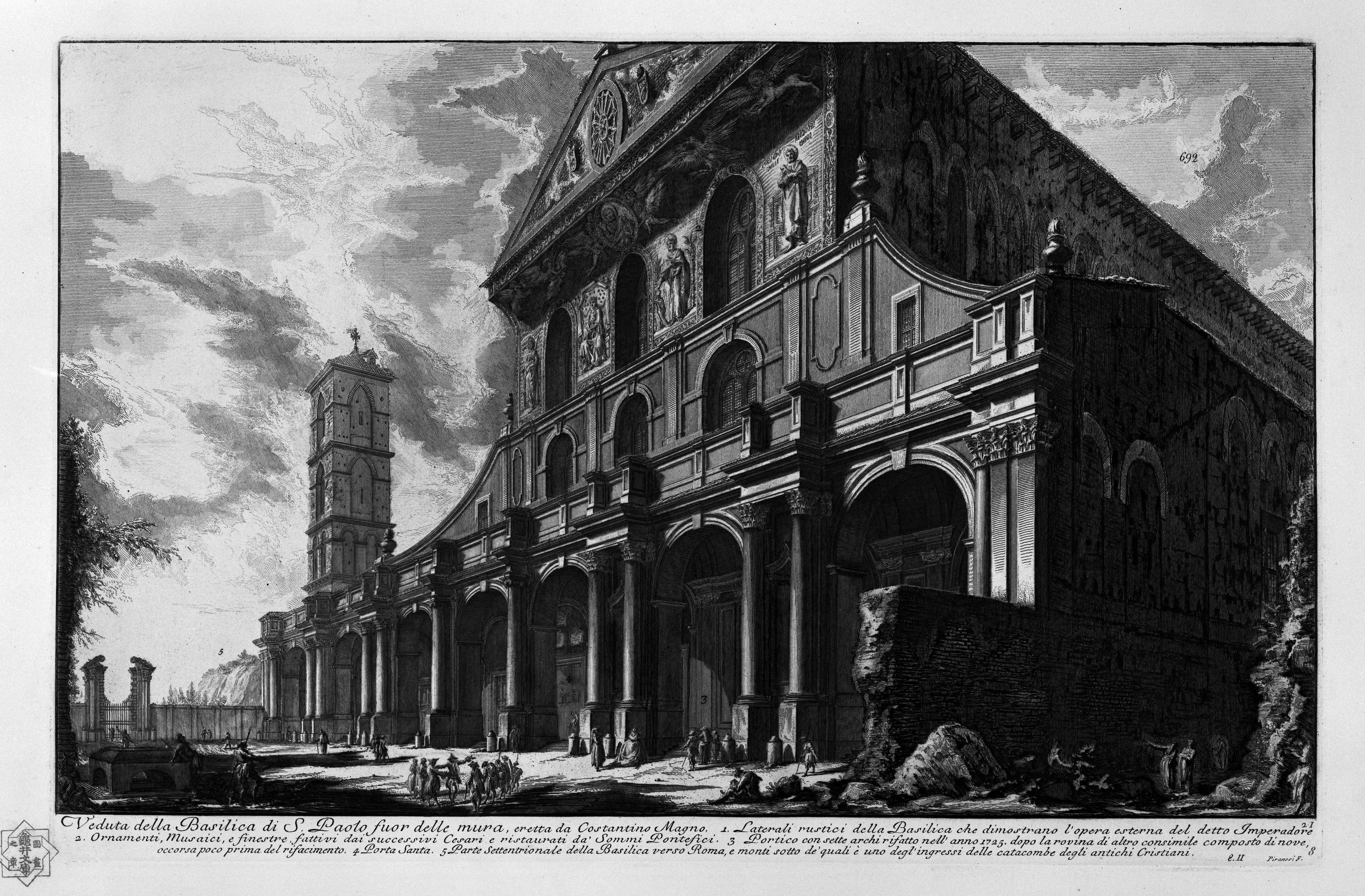
G. B. Piranesi: Vorgängerbau, Zustand im 18. Jahrhundert

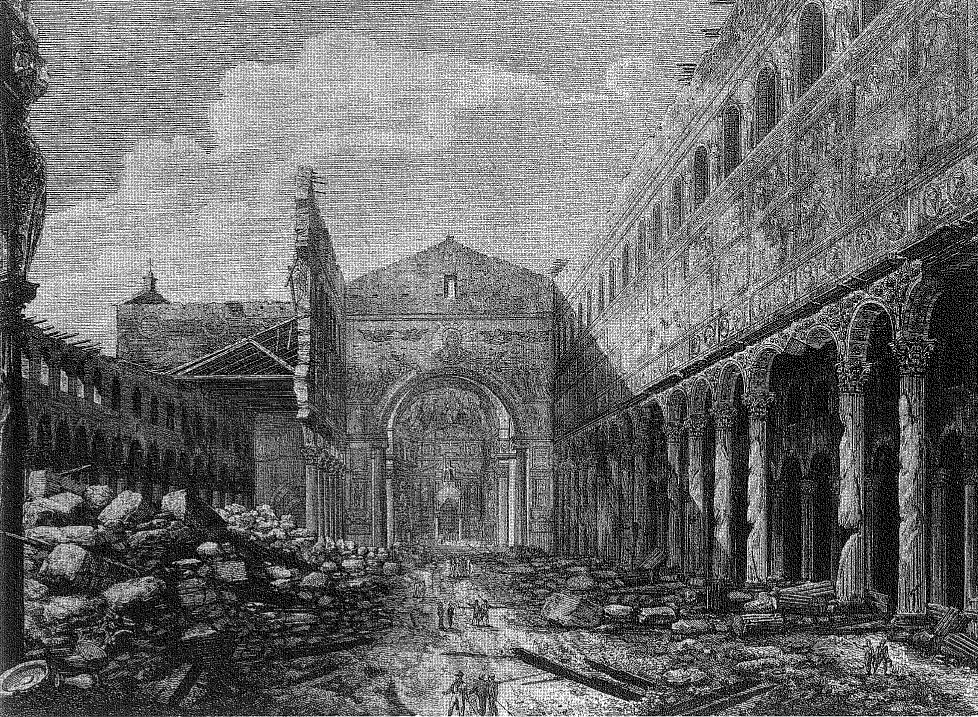
Luigi Rossini: Die ursprüngliche Basilika nach dem Brand 1823

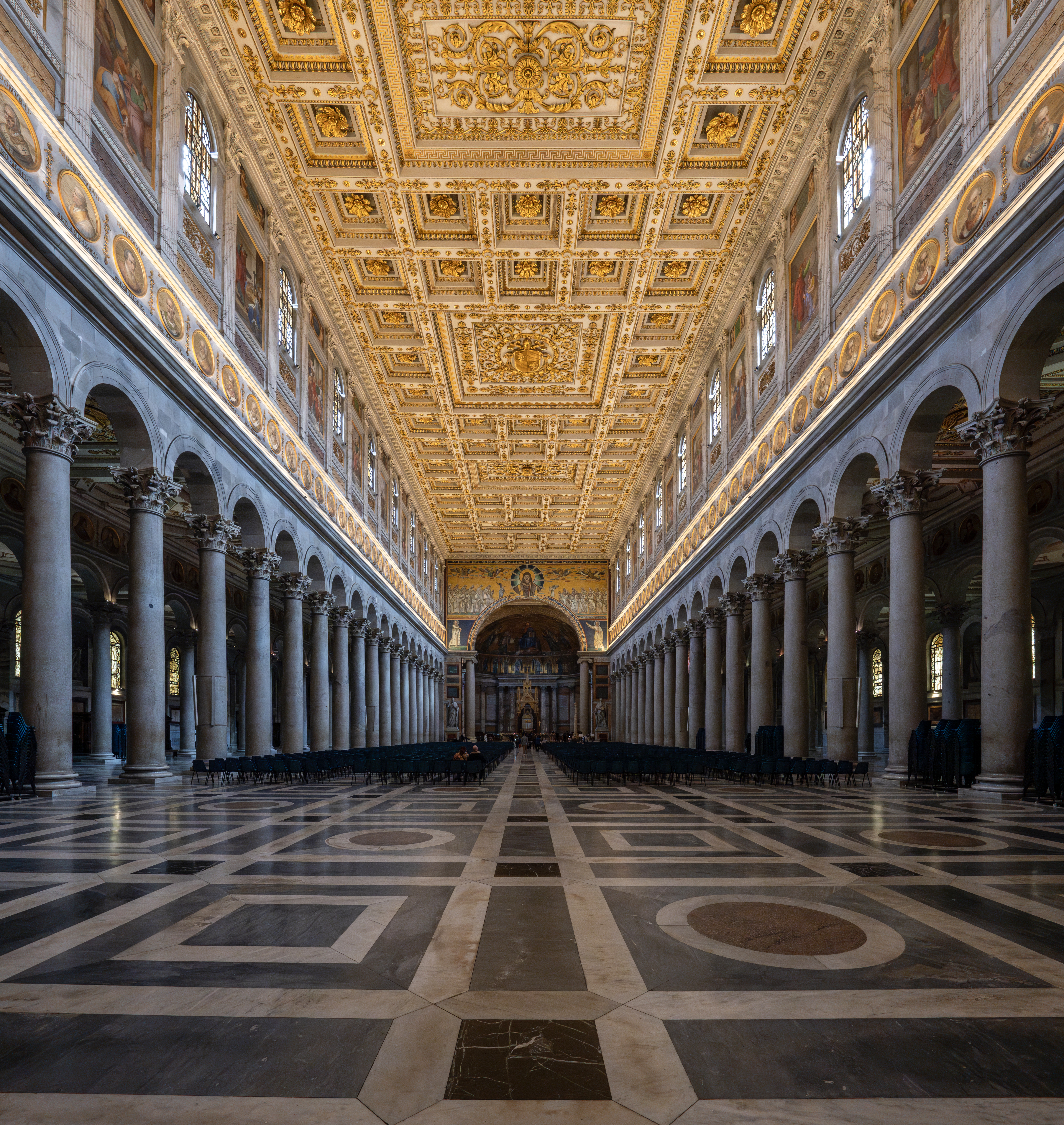
Hauptschiff mit Kassettendecke, Blick in östlicher Richtung zur Apsis

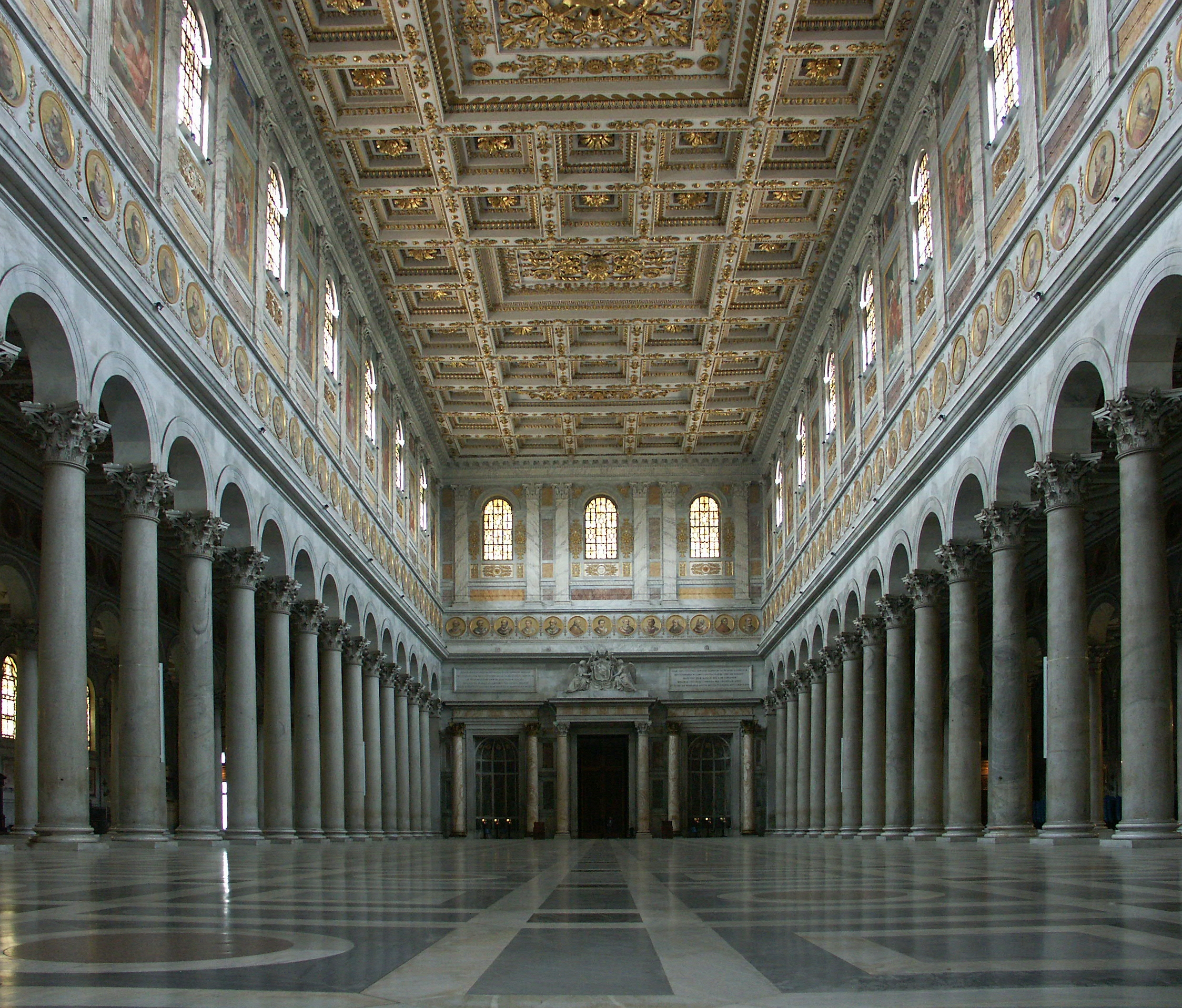
Hauptschiff mit Kassettendecke, Blick in westlicher Richtung

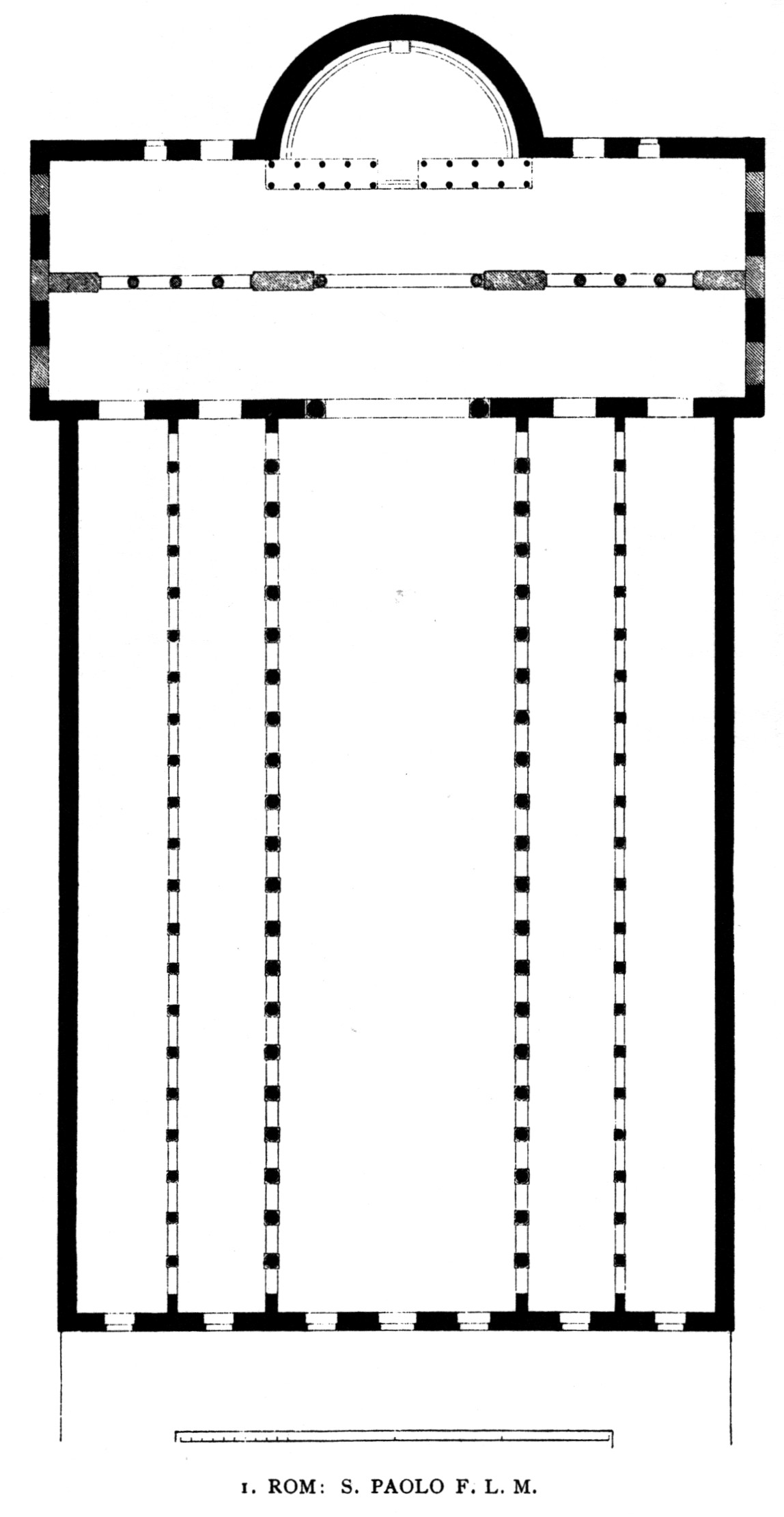
Grundriss

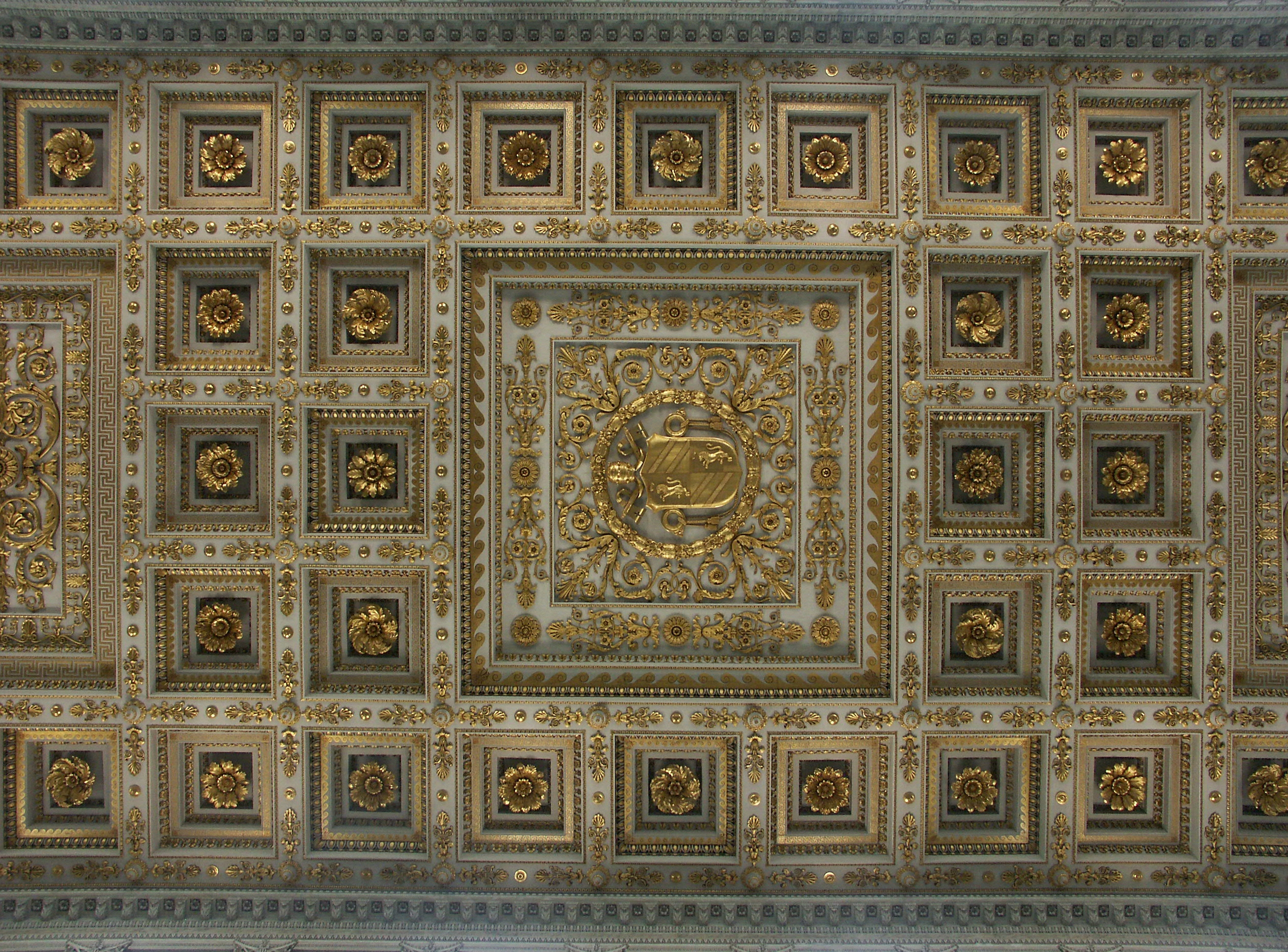
Die Kassettendecke der Basilika

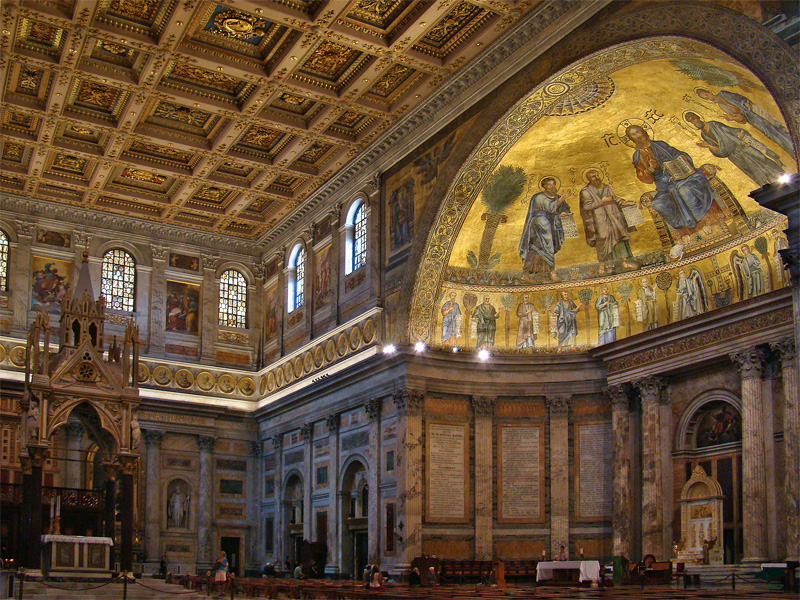
Blick durch das Querschiff gen Norden. Links das Ziborium mit Papstaltar, unter welchem sich das Paulusgrab befinden soll, rechts die Apsis mit Papstkathedra.

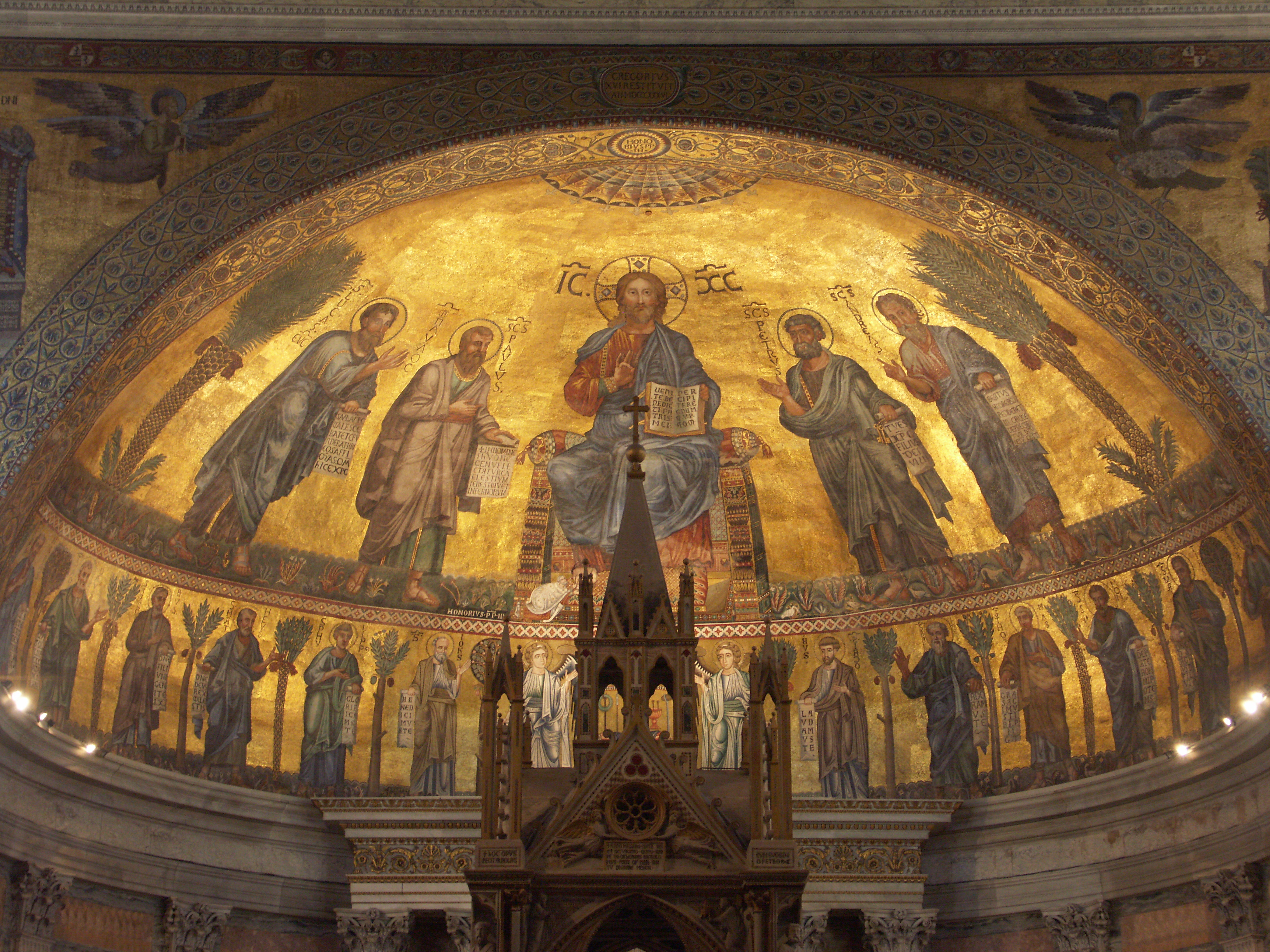
Apsismosaik

Der Name leitet sich von ihrem Standort außerhalb der noch erhaltenen antiken aurelianischen Stadtmauer ab. Der Apostel Paulus war als römischer Bürger angeblich um 67 n. Chr. außerhalb der Stadt enthauptet worden. Diesen Ort hatte die Überlieferung ad aquas salvias („an den Wassern des Lebens“) genannt, heute Tre Fontane („drei Quellen“). Der Leichnam des Apostels soll dann weiter stadteinwärts an der Via Ostiense in einer römischen Nekropole beigesetzt worden sein. Die erste Paulus-Basilika wurde im Auftrag von Kaiser Konstantin über dem vermuteten Grab des Apostels Paulus errichtet, vermutlich 324 geweiht und bereits 386 erheblich vergrößert. Seit der Zeit Papst Gregors des Großen († 604) besteht in St. Paul eine Benediktinerabtei.
Diese einzige noch intakte antike Großkirche Roms wurde durch ein Feuer in der Nacht vom 15. zum 16. Juli 1823 stark beschädigt. Verursacht wurde der Brand durch die Nachlässigkeit der Arbeiter, die das Dach restaurierten. Der Architekt des Wiederaufbaus, Luigi Poletti (1792–1869), ließ auch noch relativ gut erhaltene Teile des Mittel- und der Seitenschiffe sowie den unbeschädigten Glockenturm abreißen. Papst Leo XII. bat in einem Rundschreiben vom 15. Januar 1825 alle Bischöfe um Spenden der Gläubigen für den Wiederaufbau der Basilika. Die heutige Basilika hält sich in den Dimensionen an das Vorbild der alten Kirche und wurde 1854 von Papst Pius IX. eingeweiht. Anfang des 20. Jahrhunderts wurde nach einem Entwurf von Guglielmo Calderini vor der Hauptfassade eine vierseitige Säulenhalle (Quadriportico) gebaut, in deren Zentrum eine Statue des Apostels Paulus von Giuseppe Obici (1807–1878) steht.
In der Basilika eröffnete Papst Benedikt XVI. am 28. Juni 2008 gemeinsam mit dem Ökumenischen Patriarchen von Konstantinopel Bartholomäus I. das Paulusjahr zum Gedenken an das 2000. Geburtsjahr des Apostels. Aus diesem Anlass wurden die Füllungen der Türen des linken Portals mit Bronzereliefs neu gestaltet.

## Architektur
Die heutige, nach einem Entwurf von Luigi Poletti errichtete Basilika entspricht in der Größe dem ursprünglichen, spätantiken Bau. Der Innenraum lässt aber trotz reicher Marmor- und Alabasterarbeiten die Feinheit der ursprünglichen Ausstattung vermissen. Beim Neubau wurde beispielsweise die Kannelierung der Säulen unterlassen. Dennoch spiegelt der Säulenwald, der die Basilika in fünf Schiffe unterteilt, die ursprüngliche Raumwirkung wider und lässt damit auch die Wirkung der ähnlich dimensionierten und konstruierten Basilica Ulpia (von 107–113) auf dem Trajansforum erahnen – deren Säulen übrigens auch nicht kanneliert sind. Die Fassade wird von einem Mosaik geschmückt, das aus der Werkstatt des Vatikans stammt. In der Vorhalle befindet sich rechts die Porta Sancta.
Der Mittelpunkt der Confessio ist der Sarkophag des Apostels Paulus. Darüber erhebt sich der Hauptaltar, an dem – wie auch im Petersdom – traditionellerweise nur der Papst die Messe feiert. Der Altar wird von einem von Arnolfo di Cambio geschaffenen Ziborium aus dem 13. Jahrhundert gekrönt.
Darüber steht der Triumphbogen, der ein Geschenk der Kaiserin Galla Placidia aus dem 5. Jahrhundert ist. Der Bogen, der Baldachin und die Apsis mit den Mosaiken aus dem 13. Jahrhundert sind die einzigen Ausstattungsstücke aus alter Zeit. Die Fenster aus „Ägyptischem Alabaster“ (Onyxmarmor) sind ein Geschenk des Vizekönigs Mohammed Ali aus Ägypten und die Malachitaltäre im Querschiff stiftete Zar Nikolaus I.
Ein bedeutendes Kunstwerk in der Nähe des Altars ist der monumentale, säulenförmige Osterleuchter, der oben die Schale für die Osterkerze trägt. Sein reicher Reliefschmuck weist mythologische und christliche Bezüge auf. Über Szenen der Passion Christi sind seine Auferstehung und Himmelfahrt dargestellt. Das Werk wurde im ausgehenden 12. Jahrhundert von Pietro Vassalletto und Niccolò di Angelo gefertigt.

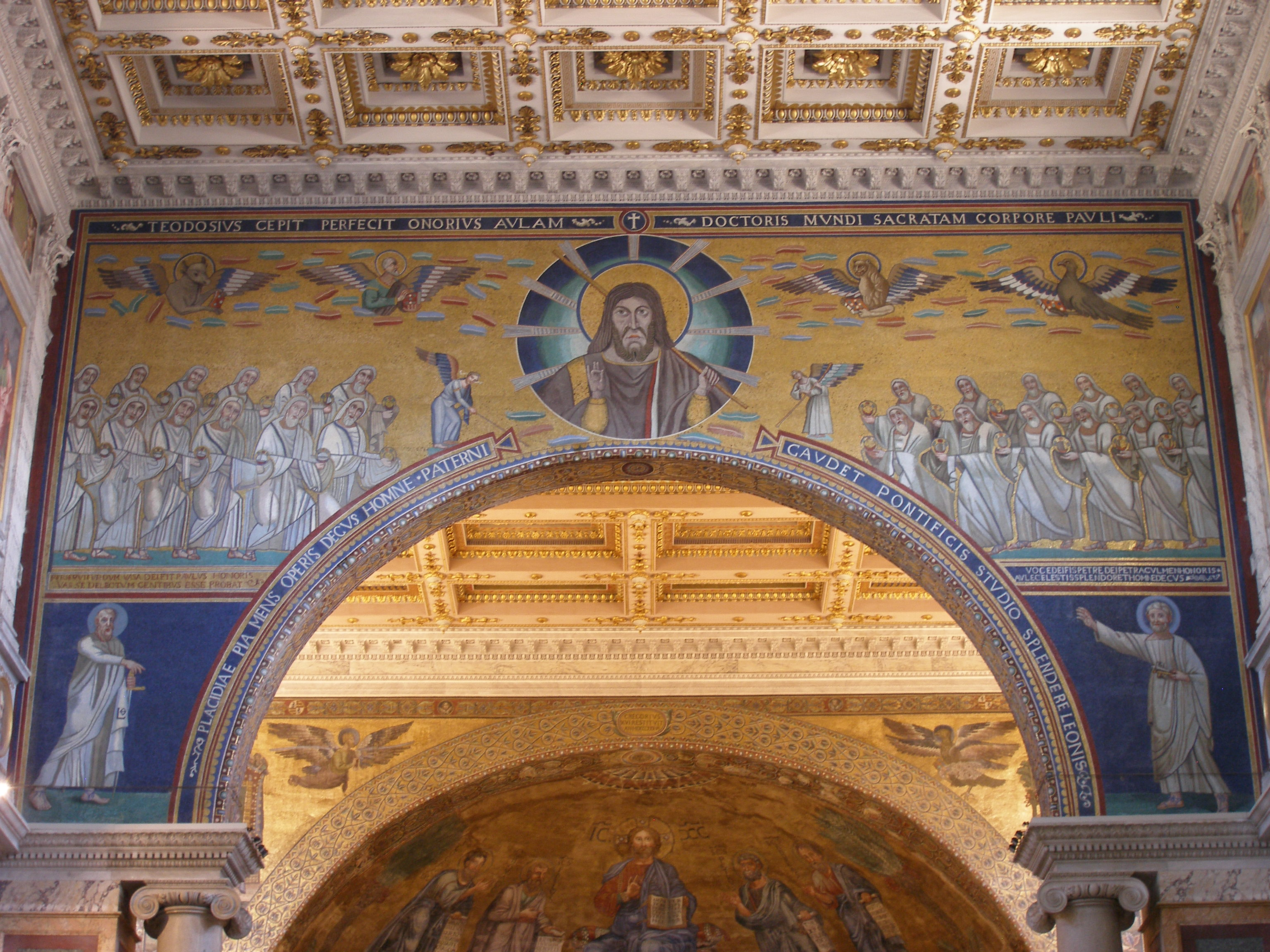
Triumphbogen

Über den Säulen zieht sich ein langes Band von 265 Medaillons mit den Porträts der Päpste hin. Die Porträts von Päpsten vor dem 16. Jahrhundert sind Phantasiedarstellungen. Erst seit dem 16. Jahrhundert bilden realistische Porträts die Vorlage. Einer Legende nach kommt Christus wieder, wenn kein Platz mehr für ein weiteres Medaillon vorhanden ist. Als unter Johannes Paul II. nur noch drei freie Stellen vorhanden waren, wurden 25 weitere Plätze angelegt, sodass heute noch 25 Plätze zur Verfügung stehen.

## Orgel
Die Orgel im linken Querhaus hat eine komplizierte und kuriose Entstehungsgeschichte. Sie ist eine von zwei symmetrischen Orgeln, die in der Hauptkirche San Giovanni in Laterano standen. Die linke wurde in den Jahren 1843–1845 erbaut; die rechte, vermutlich eine Arbeit aus der berühmten Orgelbauerwerkstatt Serassi, wurde vom Domkapitel des Lateran 1857 erworben. Anlässlich eines Umbaus der Laterankirche unter Papst Leo XIII. wurde letztere im Jahr 1887 nach Sankt Paul vor den Mauern übertragen, was nicht sehr schwierig war, weil das Werk auf Holzrädern stand. Als in der Kirche Santa Maria degli Angeli e dei Martiri für die Trauung von Viktor Emanuel III. mit Elena von Montenegro (Jela Petrovich) am 24. Oktober 1896 keine als genügend erachtete Orgel zur Verfügung stand, rollte die Orgel, von Ochsen gezogen, dorthin und kehrte wieder nach Sankt Paul vor den Mauern zurück.
Seine heutige spätromantische Disposition erhielt das Instrument anlässlich seines Umzugs 1887. Es hatte eine pneumatische Spiel- und Registertraktur und drei Werke: „Grand Organo“ (Hauptwerk) und „Espressivo“ (Oberwerk), die jeweils von einem Manual bedient wurden, und ein Pedalwerk mit insgesamt 36 Registern. 1995 wurde die Orgel einer umfassenden Restaurierung unterzogen und die pneumatische durch eine elektrische Traktur ersetzt. Die Disposition der Register blieb unverändert.
| I Grand Organo C–g3 |                  |       |
| 1.                  | Principale       | 16′   |
| 2.                  | Principale I     | 8′    |
| 3.                  | Principale II    | 8′    |
| 4.                  | Eufonio          | 8′    |
| 5.                  | Flauto           | 8′    |
| 6.                  | Dulciana         | 8′    |
| 7.                  | Ottava I         | 4′    |
| 8.                  | Ottava II        | 4′    |
| 9.                  | Flauto           | 4′    |
| 10.                 | XII              | 2 ⁄3′ |
| 11.                 | Flauto in XII    | 2 ⁄3′ |
| 12.                 | XV               | 2′    |
| 13.                 | Ripieno Grave V  |       |
| 14.                 | Ripieno Acuto IV |       |
| 15.                 | Voce Umana       | 8′    |
| 16.                 | Tromba           | 8′    |

| II Espressivo C–g3 |              |       |
| 17.                | Principale   | 16′   |
| 18.                | Principale   | 8′    |
| 19.                | Flauto       | 8′    |
| 20.                | Viola        | 8′    |
| 21.                | Ottava       | 4′    |
| 22.                | Flauto       | 4′    |
| 23.                | Nazardo      | 2 ⁄3′ |
| 24.                | Flautino     | 2′    |
| 25.                | Ripieno III  |       |
| 26.                | Voce Celeste | 8′    |
| 27.                | Oboe         | 8′    |
|                    | Tremolo      |       |

| Pedale C–f1 |              |     |
| 28.         | Contrabbasso | 16′ |
| 29.         | Subbasso     | 16′ |
| 30.         | Salicionale  | 16′ |
| 31.         | Ottava       | 8′  |
| 32.         | Bordone      | 8′  |
| 33.         | Flauto       | 4′  |
| 34.         | Ripieno VII  |     |
| 35.         | Tromba       | 8′  |
| 36.         | Tromba       | 4′  |

- Koppeln: I/I (Sub- und Superoktavkoppel), II/I (auch als Sub- und Superoktavkoppel), II/II (Sub- und Superoktavkoppel), I/P (auch als Superoktavkoppel), II/P (auch als Superoktavkoppel)

## Paulusgrab
Am 6. Dezember 2006 gab der Vatikan bekannt, in der Kirche sei das Grab des Apostels Paulus wiederentdeckt worden. Die Grabungen wurden im Zuge von Sanierungsarbeiten im Zeitraum von 2002 bis September 2006 unter der Leitung des vatikanischen Archäologen Giorgio Filippi durchgeführt. Der ungewöhnlich große, etwa 2,4 Meter lange Sarkophag wurde unter einem spätantiken Epitaph mit der Inschrift Paulo Apostolo Mart (‚dem Apostel und Märtyrer Paulus‘) an der Basis des Hauptaltars der Basilika gefunden, wo das Grab des Apostels seit etwa 1600 Jahren verehrt wurde. Vor ca. 500 Jahren war die Krypta verschlossen worden und die genaue Lage der Grabstätte nach diversen Umbauten und einem Brand im Jahre 1823 in Vergessenheit geraten. Ob in dem Sarkophag wirklich Paulus von Tarsus liegt, bleibt ungewiss, da ein Nachweis, dass es sich bei der hier bestatteten Person tatsächlich um den Apostel handelt, wissenschaftlich nicht möglich ist. Manche Forscher halten es für denkbar, dass die Reliquien des Apostels Ende des 4. Jahrhunderts aus dem ursprünglichen Grab in der Apsis der konstantinischen Basilika in den jetzt aufgefundenen Sarkophag im deutlich höher gelegenen Querschiff der damals umgestalteten Kirche transferiert wurden. Nach einer Sondenuntersuchung des Inhalts des Sarkophags, bei der Stoff- und Knochenreste entdeckt wurden, die einer 14-C-Datierung zufolge aus dem 1. oder 2. Jahrhundert nach Christus stammen, zeigte sich Papst Benedikt XVI. in seiner Ansprache zum Abschluss des Paulusjahres am Tag vor dem Fest Peter und Paul des Jahres 2009 von der Authentizität der Überreste überzeugt. Nach dem Fund der Knochenreste in dem zuvor niemals geöffneten Sarg wird das Grab für Besucher dauerhaft zugänglich gemacht.

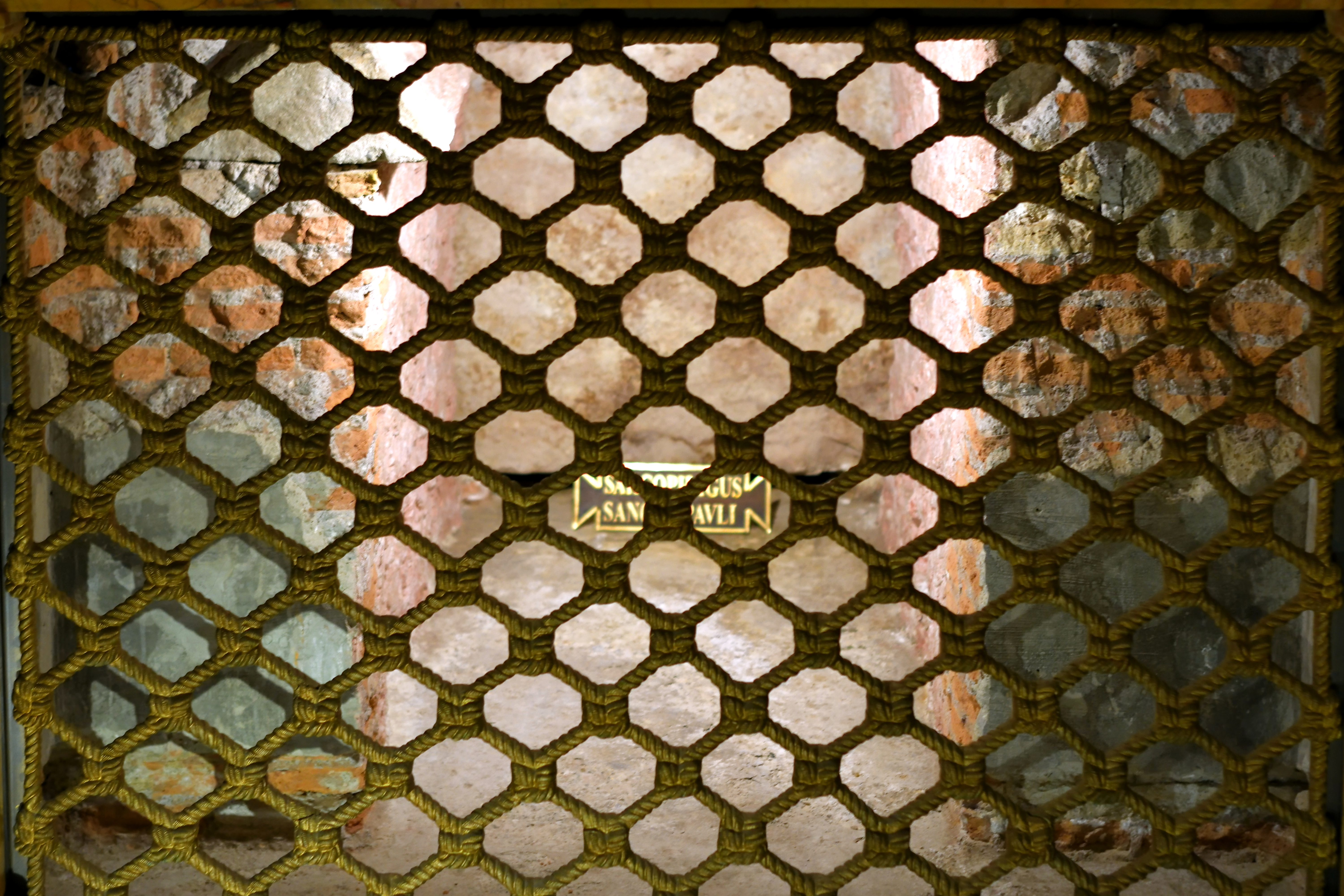
Maueröffnung, in der ein Teil des Sarkophags hinter dem Gitter zu erkennen ist
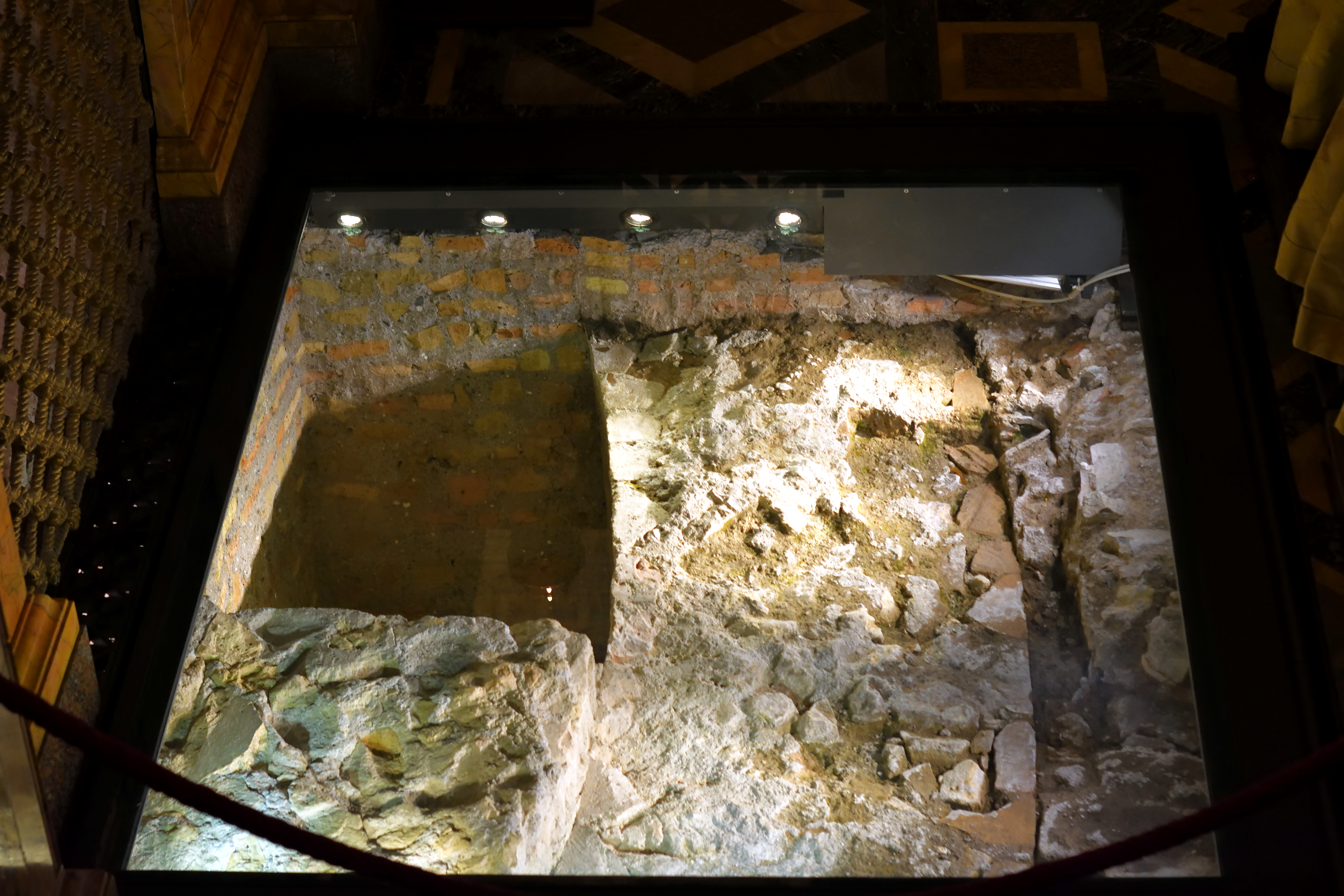
Bauwerkreste der Apsis aus dem 4. Jahrhundert unmittelbar vor dem Sarkophag

## Benediktinerabtei

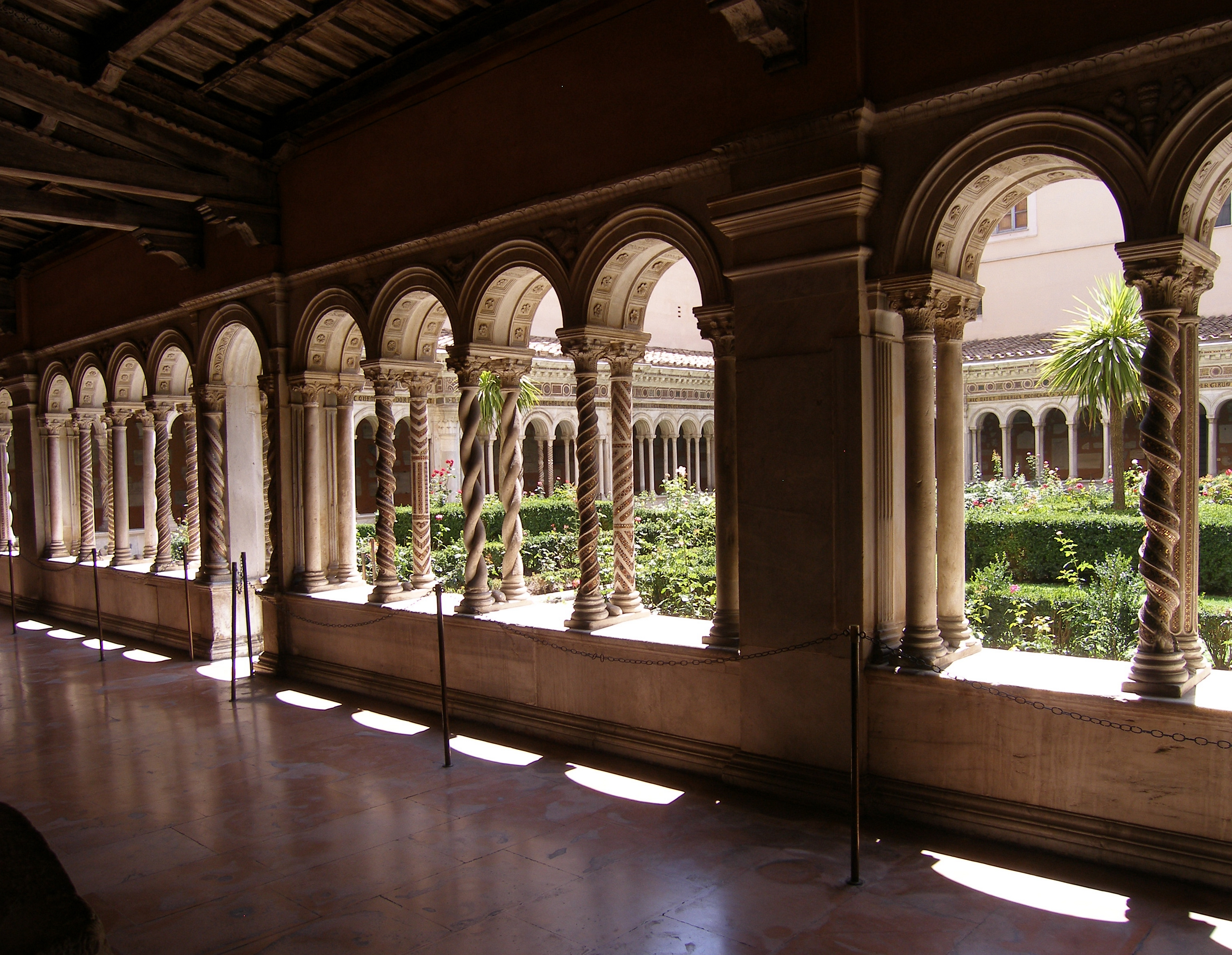
Kreuzgang des Klosters

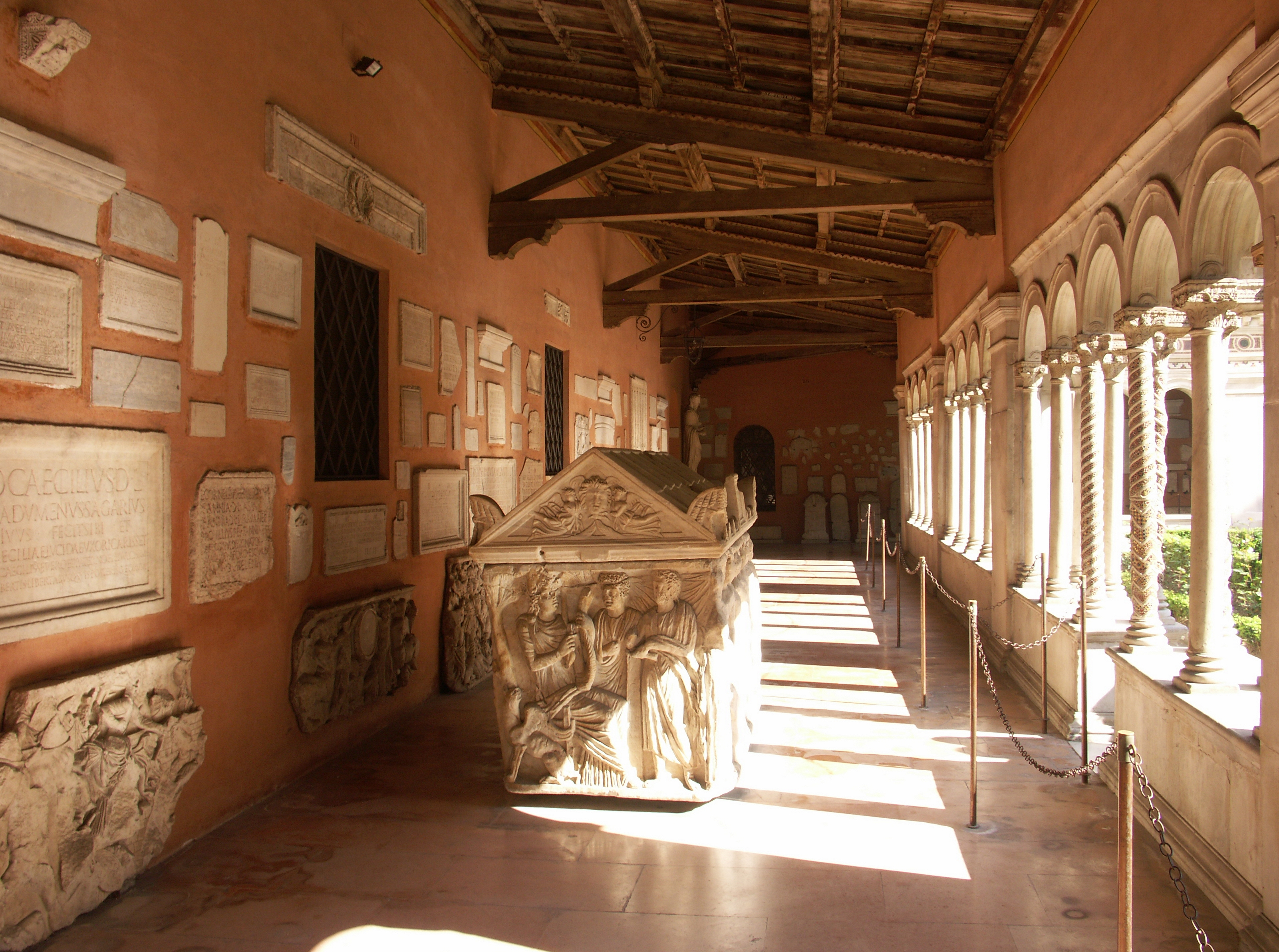
Kreuzgang des Klosters

Schon unter Papst Gregor I. dem Großen befanden sich in der Nähe der alten Basilika ein Männer- (San Aristo) und ein Frauenkloster (Santo Stefano). Gottesdienste wurden von einem vom Papst eingesetzten Klerikerverband gehalten. Da die beiden Klöster und die Basilika im Laufe der Zeit verfielen, erneuerte Papst Gregor II. im Jahr 720 das Männerkloster und betraute die Mönche mit der Erhaltung der Basilika. Als 937 Odo von Cluny Rom besuchte, übergab der Patrizier Aberico II. das Kloster und die Verantwortung über die Basilika dem cluniazensischen Klosterverbund der Benediktiner.
Der Säulengang des Kreuzgangs wurde zwischen 1205 und 1241 von Pietro Vasaletto errichtet und ist mit seinen Marmorintarsien einer der kunstvollsten des Abendlandes. Die Abtei war von 1425 bis März 2005 eine Territorialabtei, wurde aber unter dem Pontifikat von Johannes Paul II. in eine normale Abtei umgewandelt. Der Abt des Klosters, Giovanni Battista Franzoni, nahm auch am Zweiten Vatikanischen Konzil teil. Papst Benedikt XVI. präzisierte in seinem Motu proprio Die altehrwürdige Basilika den neuen Status der Abtei. Die Jurisdiktion des Abts von St. Paul beschränkt sich demnach nur noch auf das Kloster selbst. Die Basilika untersteht jetzt, wie die anderen Patriarchalbasiliken auch, einem Erzpriester. Bis dahin war diese Aufgabe einem Päpstlichen Administrator übertragen, zuletzt Erzbischof Francesco Gioia. Erzpriester ist seit 2012 Kardinal James Michael Harvey. Die liturgischen Funktionen des Abtes in der Basilika blieben jedoch unangetastet.

### Äbte
- 1050?–1073 Ildebrando di Soana
- ?–1193 Giovanni di San Paolo, O.S.B.
- 1741–1743 Fortunato Tamburini (1743 Kardinal)
- Giuseppe Di Costanzo 1806–1813
- 1850–1853 Mariano Falcinelli Antoniacci
- 1853–1858 Simplicio Pappalettere
- 1858–1867 Angelo Pescetelli
- 1867–1895 Leopoldo Zelli-Jacobuzzi
- 1895–1904 Bonifacio Oslaender
- 1904–1918 Giovanni del Papa
- 1918–1929 Alfredo Ildefonso Schuster
- 1929–1955 Ildebrando Vannucci
- 1955–1964 Cesario D’Amato
- 1964–1973 Giovanni Battista Franzoni
- 1973–1980 Sedisvakanz
- 1980–1988 Giuseppe Nardin
- 1988–1996 Luca Collino
- 1997–2005 Paolo Lunardon
- 2005–2015 Edmund Power
- 2015–2022 Roberto Dotta
- seit 2022 Donato Ogliari[14]

### Erzpriester
- 2005–2009 Andrea Kardinal Cordero Lanza di Montezemolo
- 2009–2012 Francesco Kardinal Monterisi
- seit 2012 James Michael Kardinal Harvey

### Bildergalerie

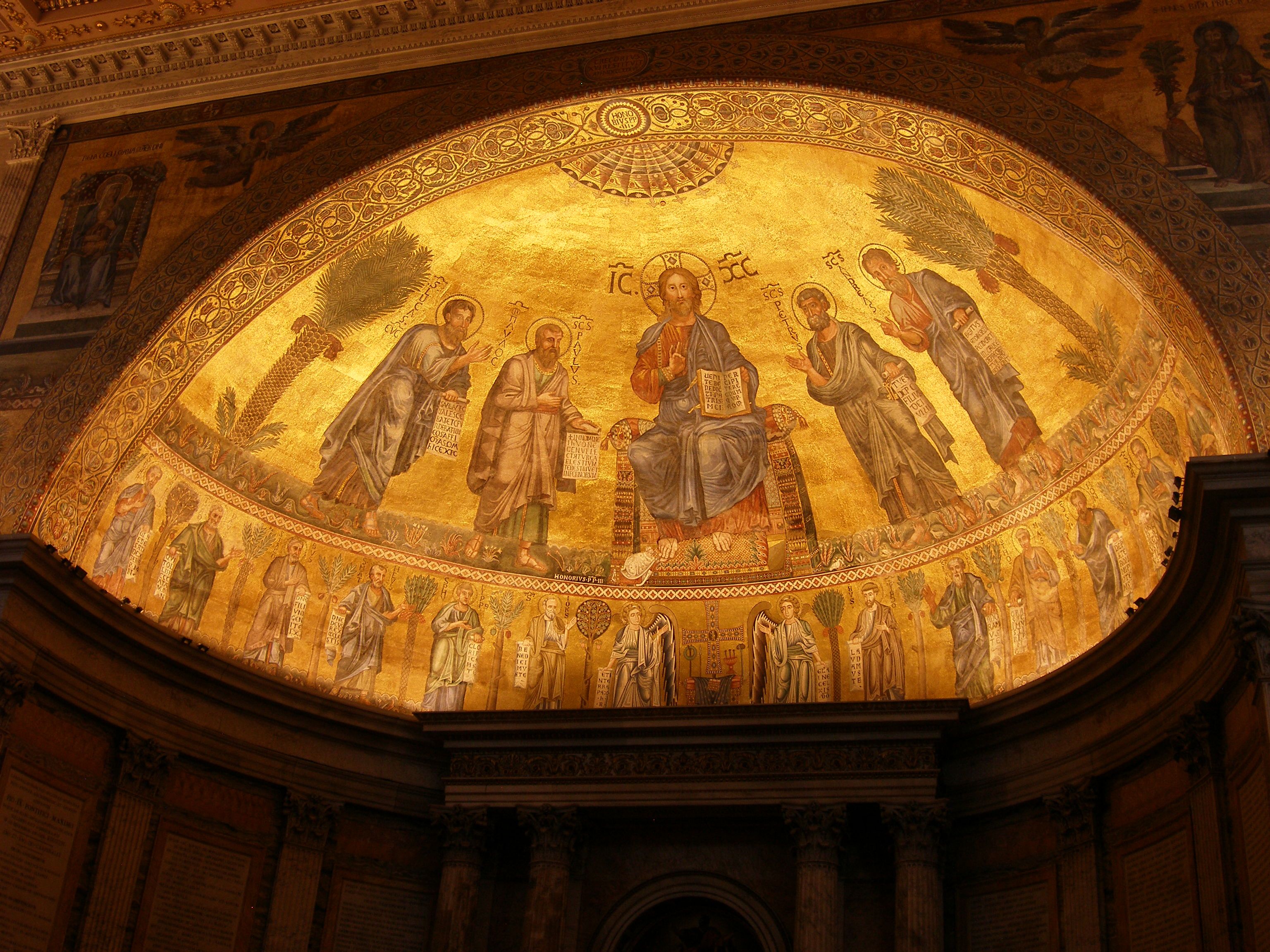
Mosaik in der Apsis
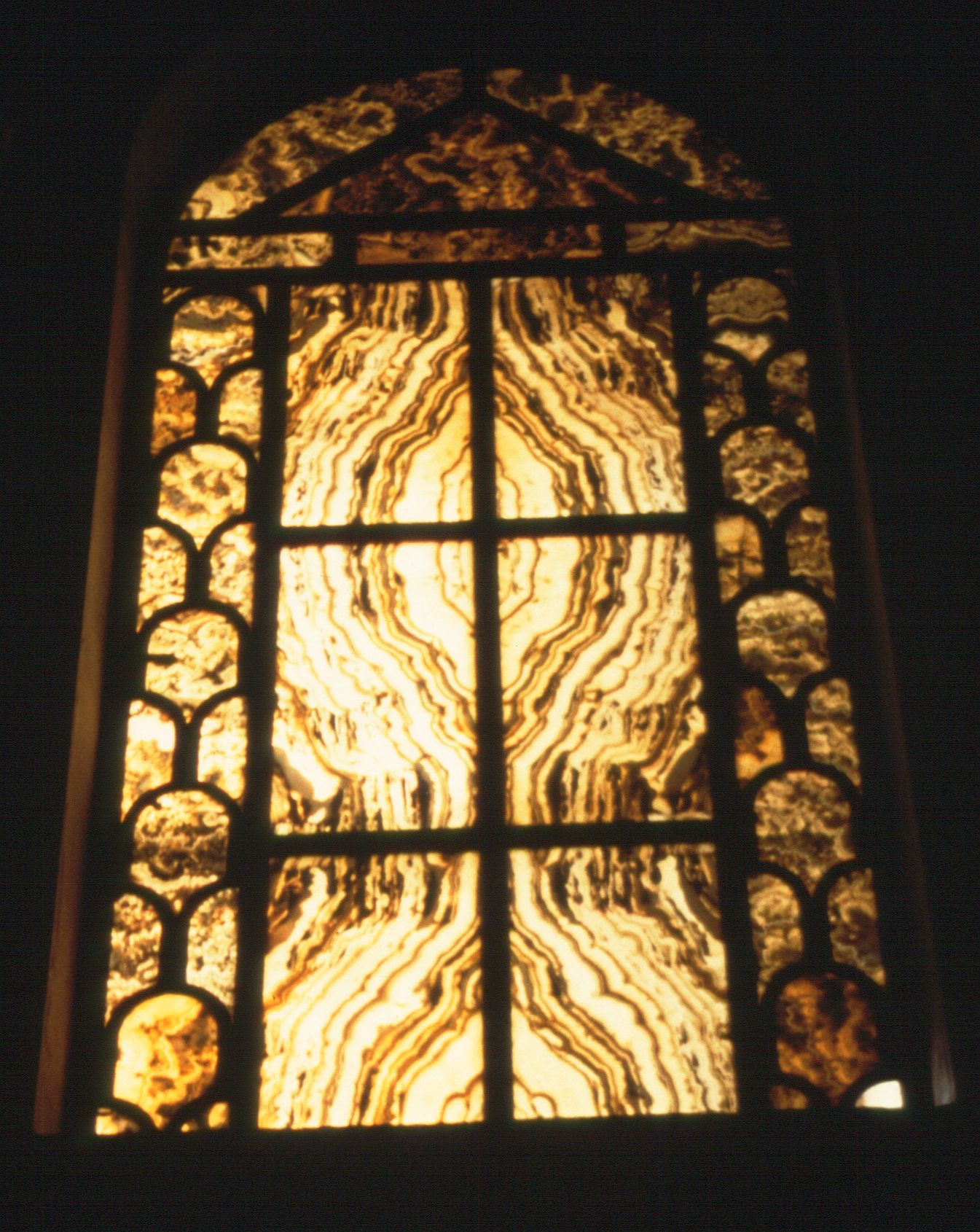
Fenster mit Alabasterfüllung im Schiff der Basilika
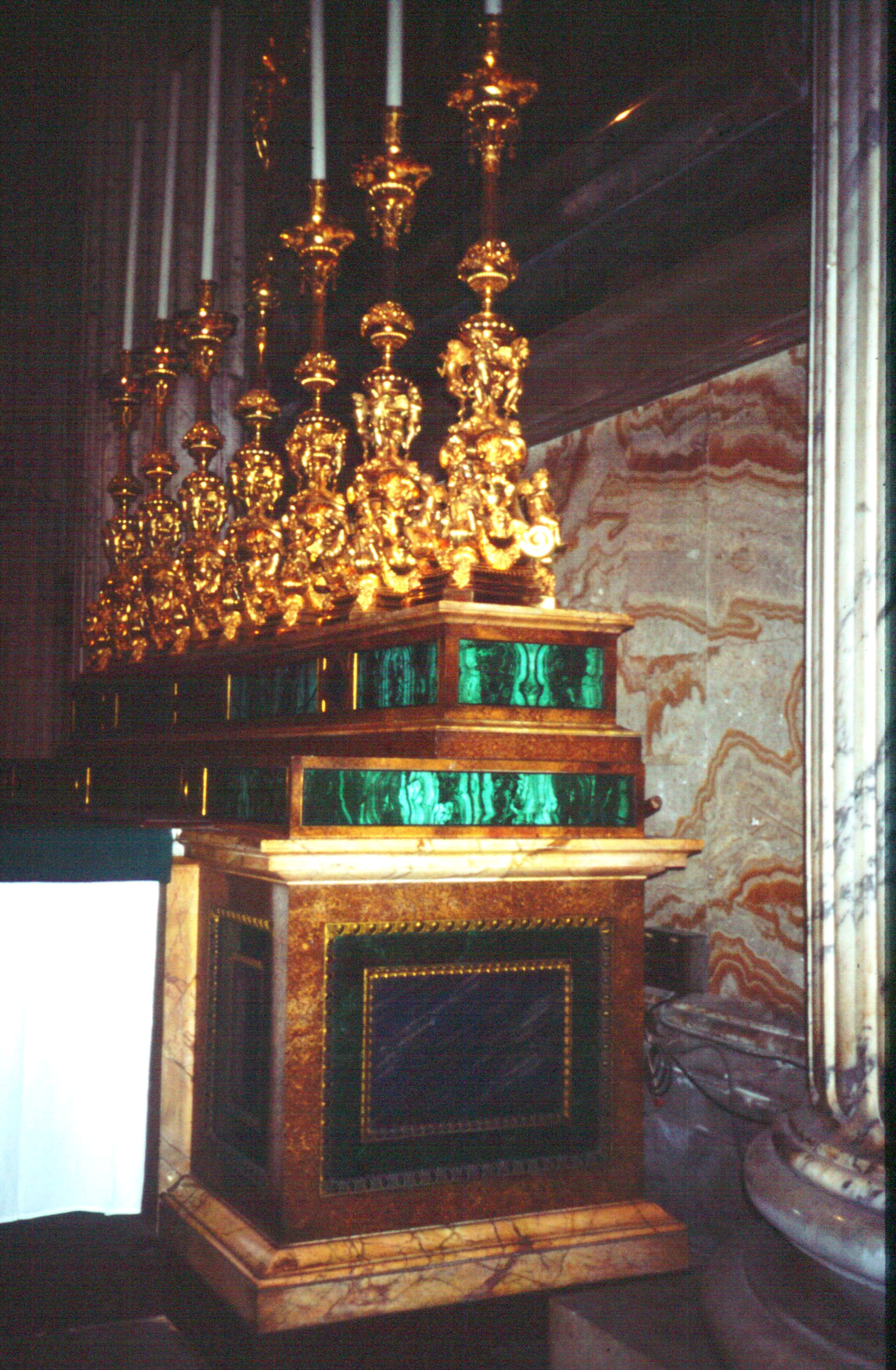
Seitenaltar mit Malachit (Geschenk des russischen Zaren Nikolaus I.)
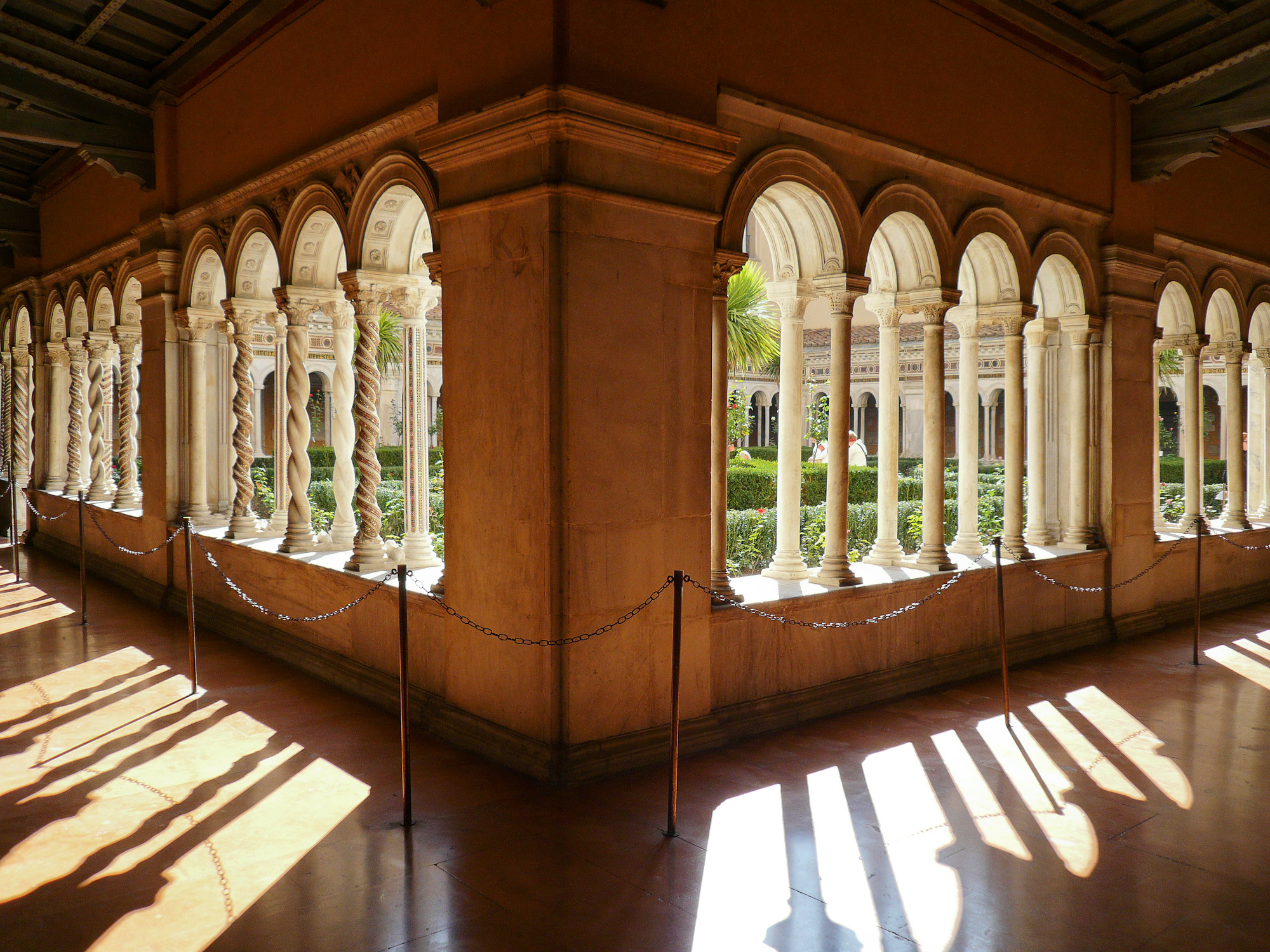
Kreuzgang
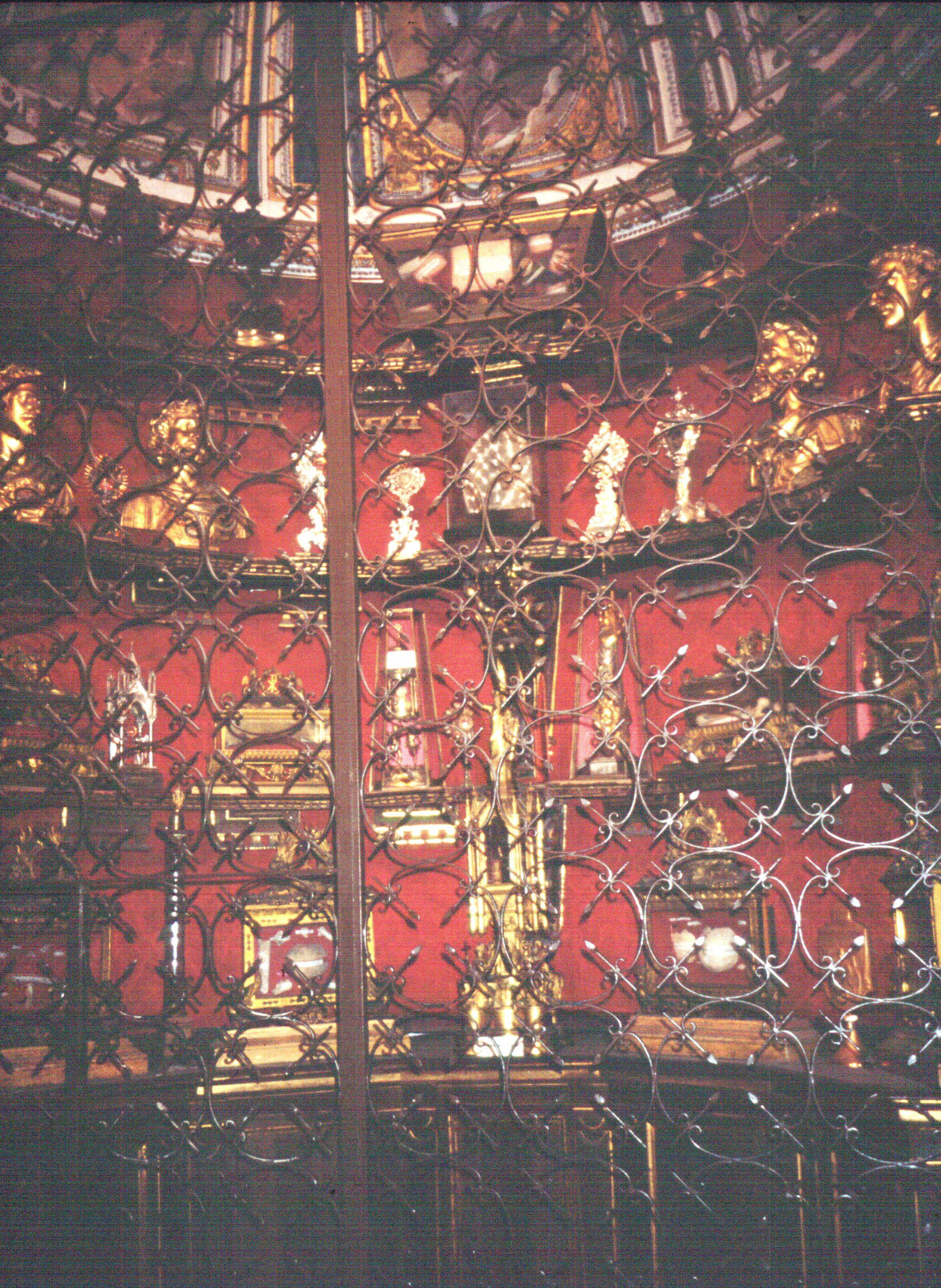
Reliquienkammer
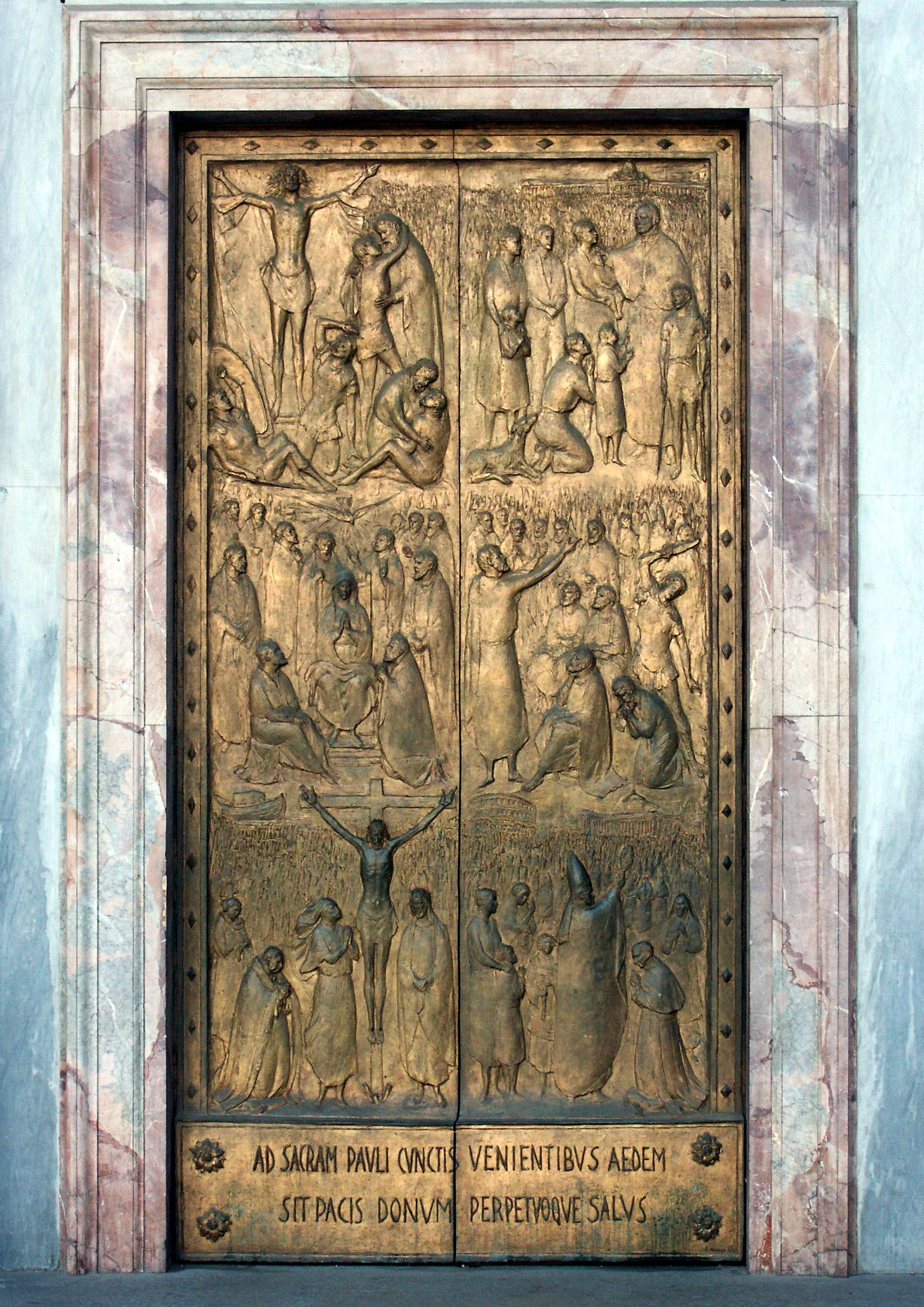
Heilige Pforte
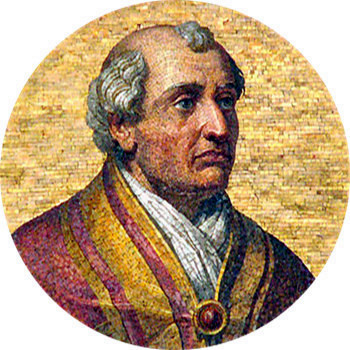
Medaillon von Papst Benedikt VIII.
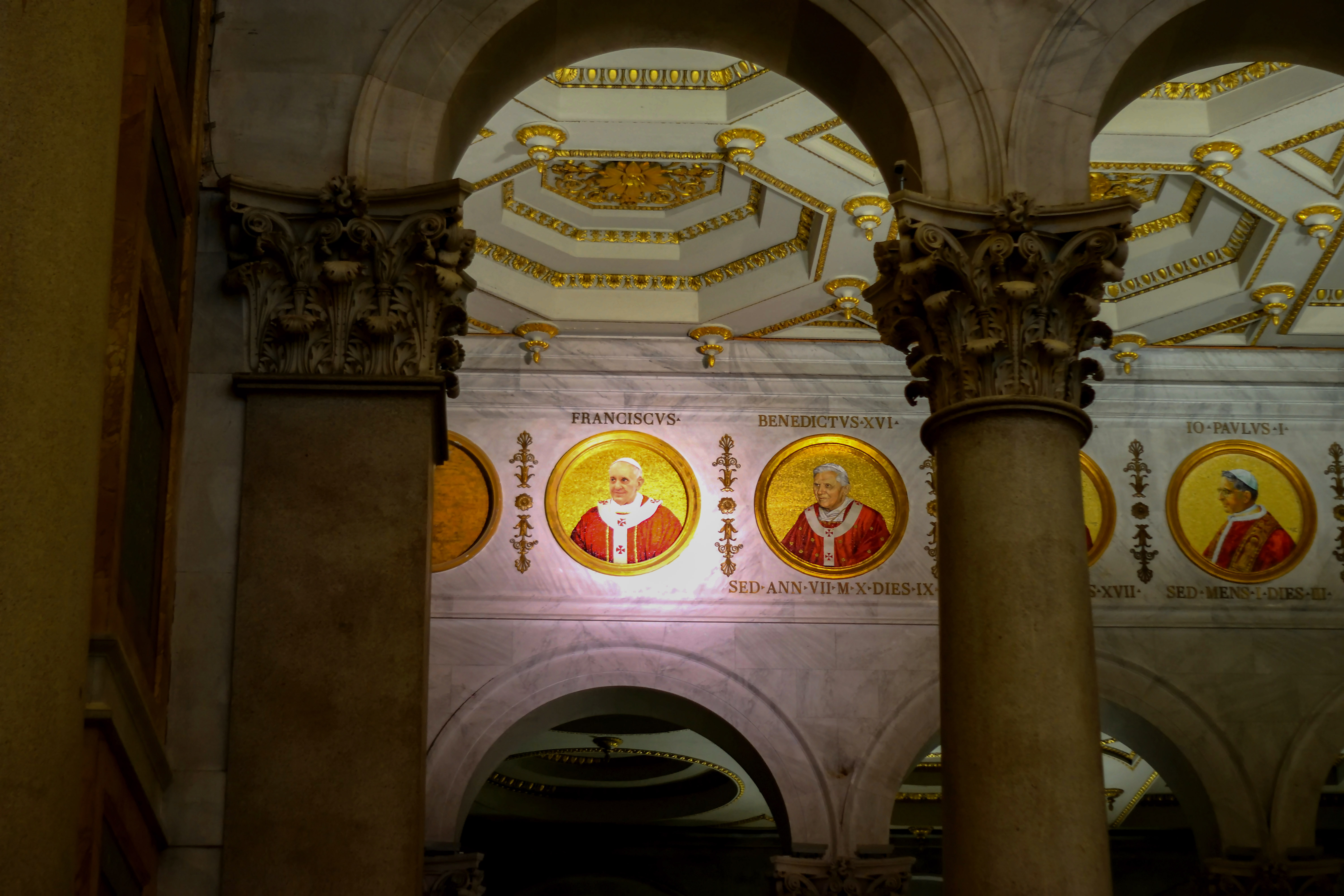
Derzeitige Papstporträtmedaillons in der Basilika, links befindet sich der ursprünglich letzte Medaillonplatzhalter
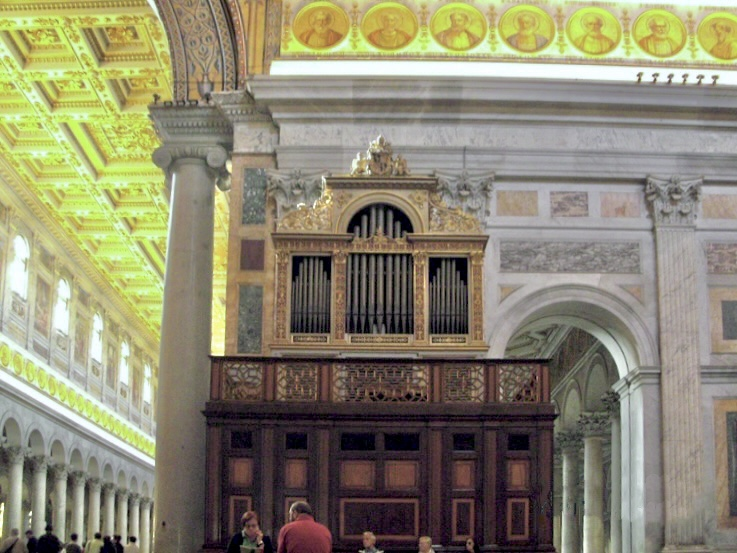
Orgel
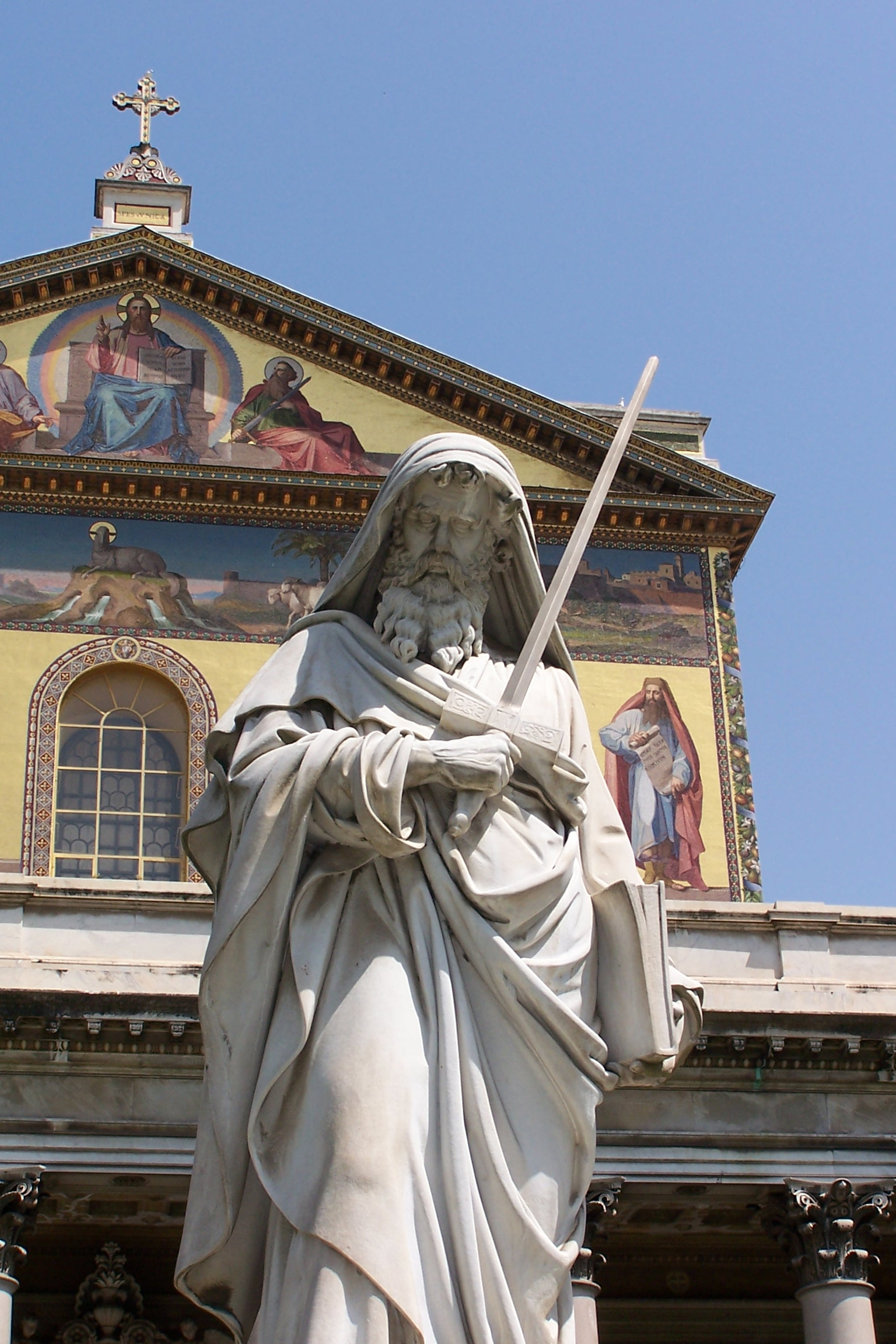
Statue des Paulus im Atrium der Basilika

## Lage
Die Basilika liegt an der Via Ostiense, etwa 2 km südlich der Porta San Paolo. Sie ist über die Station Basilica San Paolo der Metrolinie B zu erreichen.